# Исландия на летних Олимпийских играх 1960
Исландия принимала участие в Летних Олимпийских играх 1960 года в Риме (Италия), но не завоевала ни одной медали. Делегация состояла из 9 спортсменов (8 мужчин, одна женщина), принявших участие в 11 соревнованиях двух видов спорта. Самый молодой спортсмен сборной — Агуста Тостейнсдоттир (нем. Agusta Þorsteinsdóttir) в возрасте 18 лет, самый старший — Питер Ронсон (англ. Peter Ronson) в возрасте 26 лет. 

## Лёгкая атлетика
| Спортсмен                                       | Вид                    | Результат | Место      |
| ----------------------------------------------- | ---------------------- | --------- | ---------- |
| Вильхьяульмюр Эйнарссон                         | Тройной прыжок         | 16,37 м   | 5          |
| Вильхьяульмюр Эйнарссон                         | Прыжки в длину         | 6,76 м    | 42         |
| Берген Холм (нем. Björgvin Hólm)                | Декатлон               | 6 261     | 14         |
| Свэйвар Маркуссон (нем. Svavar Markússon)       | 800 метров             | 1:52,7    | 5 в забеге |
| Свэйвар Маркуссон (нем. Svavar Markússon)       | 1500 метров            | 3:47,1    | 7 в забеге |
| Йон Петурссон (нем. Jón Pétursson)              | Прыжки в высоту        | 1,95 м    | 22Т        |
| Питер Ронсон (англ. Peter Ronson)               | 110 метров с барьерами | 15,2      | 6 в забеге |
| Хильмар Торбьёрнссон (нем. Hilmar Þorbjörnsson) | 100 метров             | 11,05     | 4 в забеге |
| Валбьёрн Торлакссон (нем. Valbjörn Þorláksson)  | Прыжки с шестом        | 4,20      | 14Т        |

## Плавание
| Спортсмен                                           | Вид                                | Результат | Место       |
| --------------------------------------------------- | ---------------------------------- | --------- | ----------- |
| Агуста Тостейнсдоттир (нем. Agusta Þorsteinsdóttir) | 100 метров вольным стилем, женщины | 1:07,5    | 6 в заплыве |
| Гудмундур Гисласон (нем. Gudmunður Gíslason)        | 100 метров вольным стилем, мужчины | 1:00,8    | 6 в заплыве |